# 东便门桥
39°53′58″N 116°25′49″E / 39.899420°N 116.430305°E

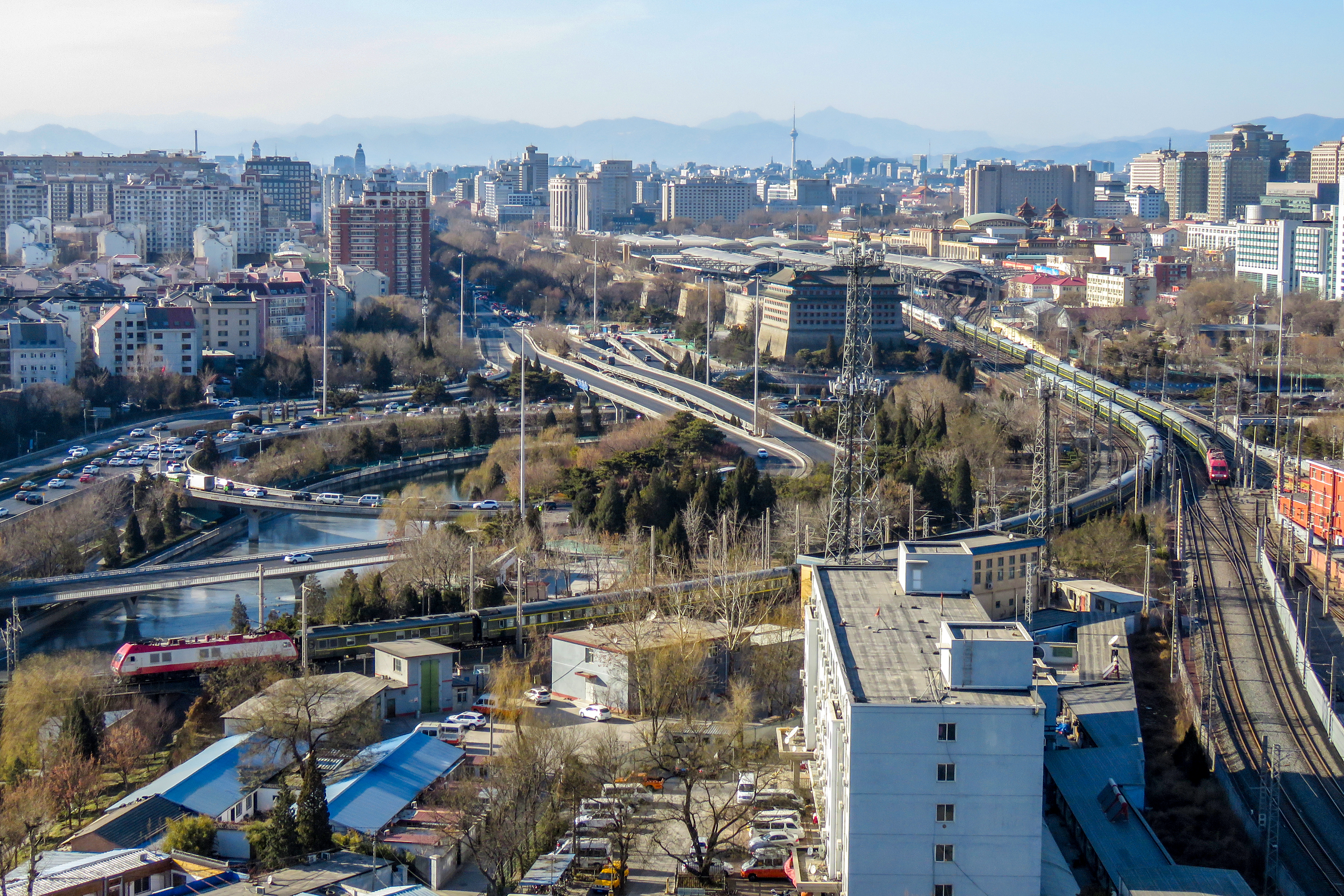
T39、K497次列车通过东便门铁路桥，可见东便门道路桥

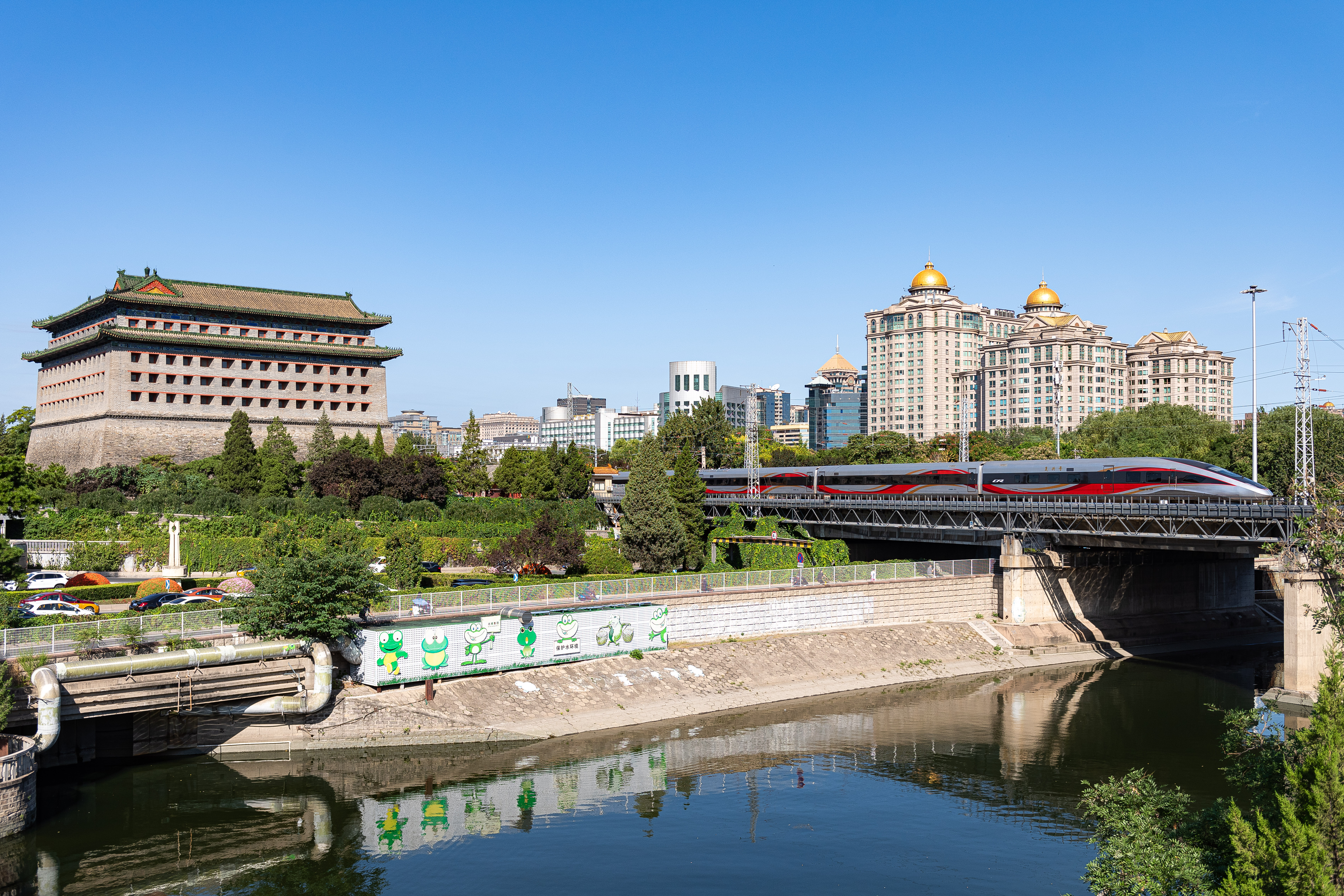
跨通惠河的东便门铁路桥与北京城东南角楼

东便门桥位于北京市东城区和朝阳区交界处，东便门原址附近，是北京二环路上的一座立交桥。同时包含3座铁路桥（北京站出站处）和9座道路桥。
桥梁由北京市市政设计研究院设计，北京市第二市政工程公司施工，1988年4月开工，同年12月竣工。东便门铁路桥则于1964年建成。:296
该桥连接二环路建国门南大街－广渠门北滨河路（南北向）；崇文门东大街（前三门大街，向西）。为定向式立交桥，主要方向均互通。
桥北另有联络线与通惠河北路相通。